# Краснополь (Коростенский район)
Краснополь (укр. Краснопіль) — село на Украине, основано в 1921 году, находится в Коростенском районе Житомирской области. Расположено на реке Могилянка.
Код КОАТУУ — 1822381003. Население по переписи 2001 года составляет 137 человек. Почтовый индекс — 11554. Телефонный код — 4142. Занимает площадь 0,812 км².

## Адрес местного совета
11554, Житомирская область, Коростенский р-н, с.Выгов, ул.Первомайская, 16